# Duindoornfamilie
De duindoornfamilie (Elaeagnaceae) is een familie van tweezaadlobbige, vaak doornige struiken en bomen. De familie komt voor in gematigde streken van het noordelijk halfrond en in tropische gebieden van Azië. Ze worden wijdverspreid gecultiveerd: vaak worden verwilderde exemplaren aangetroffen.
De familie telt 45 soorten in drie geslachten, waarvan er in Nederland twee voorkomen:
- Hippophaë met de Duindoorn (Hippophaë rhamnoides)
- Elaeagnus (geslacht Olijfwilg) met drie benoemde sierheesters in de Heukels
- Shepherdia.

In het Cronquist-systeem (1981) werd de duindoornfamilie in de orde Proteales ondergebracht. Daarentegen kiest het Wettstein-systeem (1935) voor plaatsing in de orde Myrtales.